# Ekonomika Somalilandu
Ekonomika Somalilandu se spoléhá zejména na prvovýrobu jako je chov dobytka či zemědělství. Somaliland má hrubý domácí produkt (HDP) okolo 2 miliard amerických dolarů (podle údajů z roku 2019), většinu získává z převodů od Somálčanů pracujících v zahraničí. Dobytek je hlavním vývozním artiklem země. Je exportován do sousedního Džibutska a Etiopie, ale i do států Perského zálivu, např. Spojených arabských emirátů, Saúdské Arábie a Ománu. Somalilandské HDP na obyvatele je 350 amerických dolarů, což je jedno z nejnižších na světě.
Somaliland leží podél Adenského zálivu, blízko vstupu do Bal al-Mandeb, hlavní mořské trasy, kterou proplouvá skoro třetina světové lodní dopravy. Její lokace pomohla vládě přilákat nové obchodní a rozvojové dohody. Na konci roku 2016 oznámil DP World, že investuje přibližně 540 milionů amerických dolarů na spravování a rozvoj přístavu Berbera a na vybudování koridoru z tohoto místa až k etiopským hranicím. Etiopie se na této dohodě také podílí.

## Přehled
Somálská měna (somálský šilink) se nedá jednoduše směnit mimo Somaliland, z důvodu nedostatečného uznání samotné země. Měnu reguluju Banka Somalilandu, centrální banka, která byla konstitučně založena roku 1994. V částech Somálska může být šilink považován jako neplatné platidlo a to zejména v sporných oblastech jako je Ayn nebo okres Badhanu, které nejsou spravované jako součást Somalilandu, avšak pokračují v používání somálského šilinku i přesto, že si na ně dělá somalilandská vláda nárok.

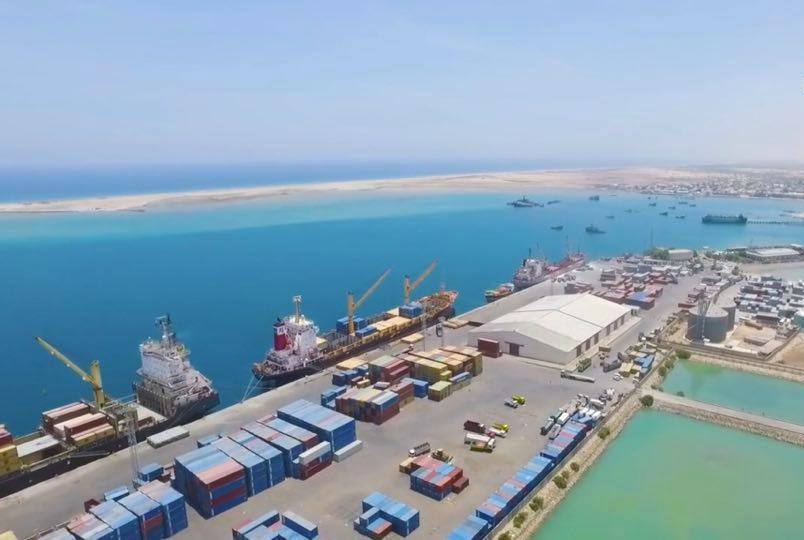
Přistav v Berbeře.

Jelikož je Somaliland neuznaná země, mezinárodní dárci mají potíže s poskytováním a organizováním pomoci. Důsledkem toho se vláda spoléhá zejména na daňové příjmy a remitence z velké somálské diaspory, které nesmírně přispívají Somalilandské ekonomice. Remitence jsou zasílány do Somalilandu pomocí společností zabývajícími se převody peněz, největšími z nich je Dahabshiil, jedna z mála somálských převodových společností, která splňuje dnešní předpisy o převodu peněz. Světová banka předpokládá, že remitence s hodnotu přibližně 1 miliardy amerických dolarů přijdou do Somálska každý rok od emigrantů pracujících v státech Perského zálivu, Evropy a Spojených států amerických. Analytici tvrdí, že Dahabshill může převést zhruba dvě třetiny této sumy a až polovina dosáhne samotného Somalilandu.

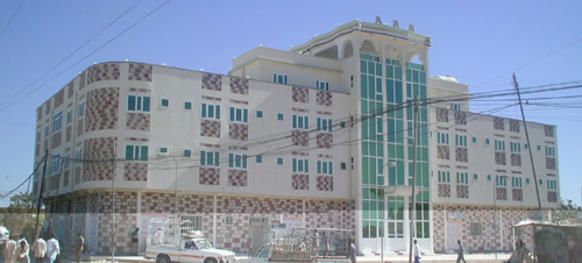
Obchodní dům v centru Buraa.

Od konce 90. let 20. století se poskytování služeb výrazně zlepšilo skrze omezená vládní ustanovení a příspěvky neziskových organizací, náboženských skupin, mezinárodního společenství (převážně diaspory) a rostoucího soukromého sektoru. Místní a obecní samosprávy rozvíjejí klíčové veřejné služby jako je přívod vody v Hargeyse nebo školství, elektřina a bezpečnost v Berbeře. V roce 2009 otevřela Banque pour le Commerce et l'Industrie – Mer Rouge (BCIMR) sídlící v Džibutsku, svoji pobočku v Hargeyse a stala se tak první bankou v zemi od krachu Commercial and Savings Bank of Somalia v roce 1990. V roce 2014 se Dahabshil Bank International stala první komerční bankou v regionu. V roce 2017 Premier Bank z Mogadiša zřídila pobočku v Hargeyse.
Různé telekomunikační společnosti mají taktéž své pobočky v Somalilandu. Mezi těmito společnostmi se nachází například Telesom, jeden z největších operátorů v Somalilandu. Společnost byla založena v roce 2002 a na místním trhu poskytuje telekomunikačních služny jako je GSM, pevná telefonní síť a internetové připojení. Firma má dnes rozsáhlou síť, která pokrývá všechna velká města Somalilandu a více než 40 okresů v Somálsku i Somalilandu. Telesom taktéž nabízí jedny z nejlevnějších sazeb za mezinárodní volání. Další z telekomunikačních společností fungujících v regionu je Somtel, Telcom a NationLink.
Chov hospodářských zvířat tvoří páteř ekonomiky Somalilandu. Ovce, velbloudi a dobytek se přepravují z přístavu v Berbeře do zemí Arabského zálivu, jako je Saúdská Arábie.

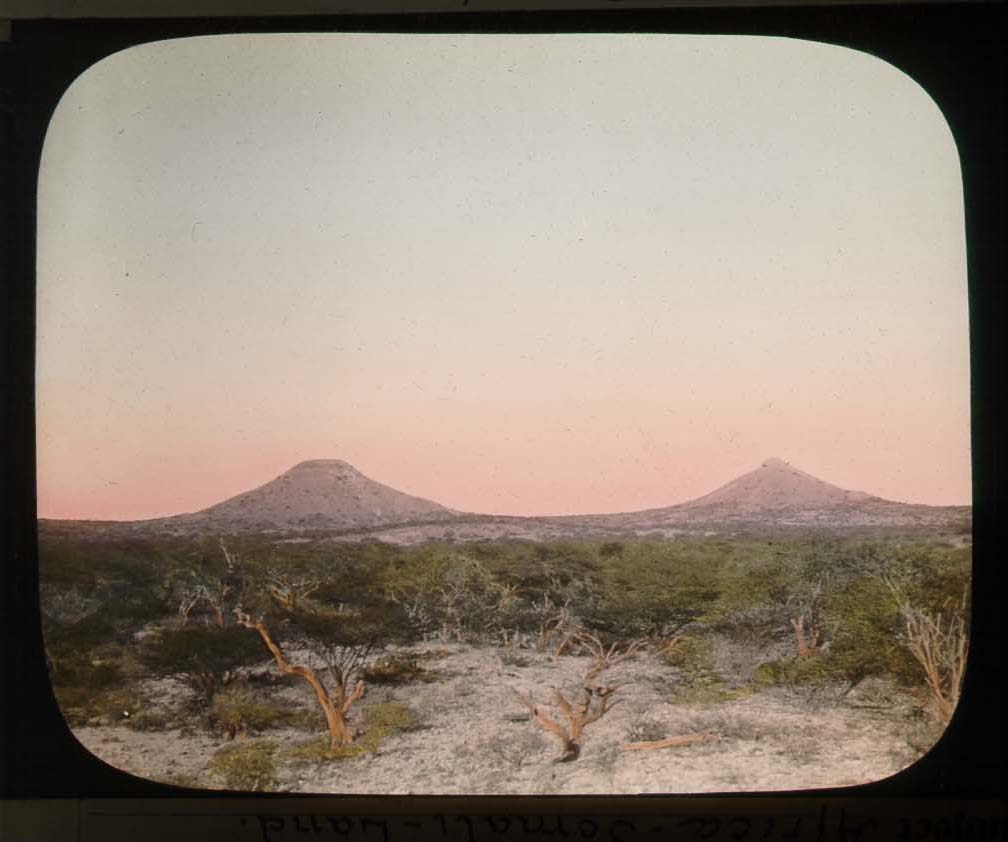
Naasa Hablood v roce 1896.

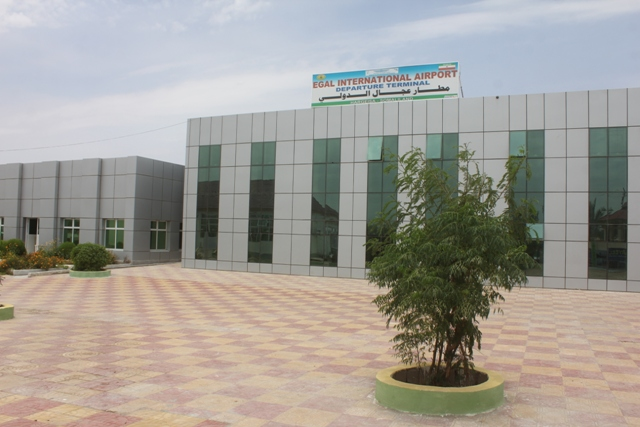
Hargeyské mezinárodní letiště.

Zemědělství je obecně považováno za potenciálně úspěšné odvětví, zejména v produkci obilovin a zahradnictví. Potenciál má taktéž těžba, ačkoli probíhá pouze v omezené míře, přestože se v zemi nachází množství ložisek nerostných surovin.

## Cestovní ruch
Kamenné umění a jeskyně v Laas Geel nacházející se v okolí města Hargeysa jsou populární místní turistickou atrakcí. Celkem deset jeskyní bylo objeveno francouzským archeologickým týmem v roce 2002 a věří se, že jsou staré až 5 000 let. Vláda a místní lidé jeskynní malby ochraňují a umožňují přístup jen omezenému počtu turistů. Další významné památky zahrnují tzv. Freedom Arch v Hargeyse a válečný pomník (Hargeisa War Memorial) v centru města. Přírodní atrakce jsou v tomto regionu četné. Naasa Hablood jsou dva vrchy v okolí města Hargeysa a Somálci je v tomto regionu považují za úchvatnou přírodní památku.
Ministerstvo turismu také pobízí cestovatele, aby navštívili somálská historická města. Historické město Shiikh se nachází v blízkosti města Berbera a nachází se zde britské koloniální budovy, které zůstaly nedotčené přes 40 let. V městě Berbera se nacházejí působivé historické budovy osmanské architektury. Další stejně známé historické město je Sajlak. Ten byl kdysi částí Osmanské říše, území závislého na Jemenu a Egyptu. V 19. století šlo o důležité obchodní město. Město je navštěvováno pro jeho staré koloniální památky, pobřežní mangrovy, korálové útesy, tyčící se útesy a pláž. Nomádská kultura Somalilandu také láká turisty. Většina nomádů žije na venkově.

## Doprava
Autobusová doprava je v Hargeyse, Burau, Gebilayi, Berbeře a Boramě. Je zde také silniční doprava mezi většími městy a sousedními vesnicemi, která je provozována různými druhy vozidel. Mezi ně patří taxi, čtyřkolová vozidla, minibusy a lehká užitková vozidla.
Nejvýznamnější aerolinie v Somalilandu je Daallo Airlines. Jde o somálského soukromého dopravce, který po zániku firmy Somali Airlines provozuje pravidelné mezinárodní lety. African Express Airways a Ethiopian Airlines také létají z letišť v Somalilandu do Džibuti, Addis Abeby, Dubaja a Džiddy. Nabízejí také lety na poutě Hadždž a Umra přes Hargeyské mezinárodní letiště v Hargeisa. Další významné letiště v zemi je Berbera Airport.

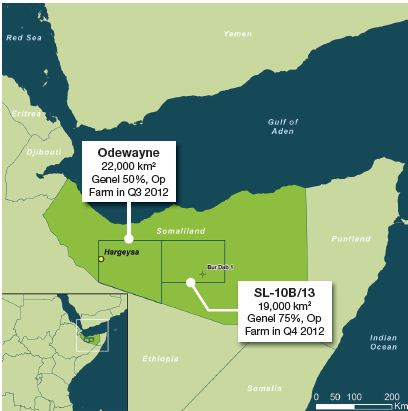
Somalilandské ropné bloky.

## Přístavy
V červnu 2016 vláda Somalilandu podepsala dohodu s DP World o správě strategického přístavu v Berbera s cílem zvýšit jeho kapacitu a fungovat jako alternativní přístav pro vnitrozemskou Etiopii.

## Průzkum ropných nalezišť
V srpnu 2012 vláda Somalilandu udělila licenci společnosti Genel Energy k průzkumu ropných nalezišť na jejím území. Výsledky studie povrchového prosakování dokončené počátkem roku 2015 potvrdily značný potenciál nabízený v blocích SL-10B, SL-13 a Oodweyne s odhadovanými zásobami ropy ve výši 1 miliard\ barelů. Společnost Genel Energy plánuje provedení prvních průzkumných vrtů pro bloky SL-10B a SL-13 do konce roku 2020.